# Protomelas marginatus
Protomelas marginatus är en fiskart som först beskrevs av Trewavas, 1935.  Protomelas marginatus ingår i släktet Protomelas och familjen Cichlidae. IUCN kategoriserar arten globalt som livskraftig.

## Underarter
Arten delas in i följande underarter:
- P. m. vuae
- P. m. marginatus